# Samir Mammadov
Samir Mammadov (født 15. maj 1988) er en aserbajdsjansk amatørbokser, som konkurrerer i vægtklassen fluevægt. Mammadov fik sin olympiske debut da han repræsenterede Aserbajdsjan ved Sommer-OL 2008. Her blev han slået ud i ottendedelsfinalen af Somjit Jongjohor fra Thailand som var i samme vægtklasse. Han deltog også i Verdensmesterskabet i 2007 i Chicago, USA hvor han fik en tredjeplads.
|  | Artiklen om Samir Mammadov kan blive bedre, hvis der indsættes et (bedre) billede Du kan hjælpe ved at afsøge Wikimedia Commons for et passende billede eller uploade et godt billede til Wikimedia Commons iht. de tilladte licenser og indsætte det i artiklen. |